# Костянтин (Богачевський)
Митрополит Костянтин Богачевський (17 червня 1884, Манаїв Золочівського повіту, нині Тернопільського району Тернопільської області — 6 січня 1961, Філадельфія, США) — церковний і громадський діяч, митрополит Філадельфійський Української греко-католицької церкви (1958–1961). Небіж отця Теодора Богачевського.

## Життєпис
Народився у сім'ї священника у селі Манаїв (Галичина) нині Тернопільського району. Навчався у Львові, на богословському факультеті (раніше Єзуїтська колегія Canisianum) Інсбруцького університету (Австрія) в 1905–1910, Мюнхені, доктор богослов'я.
Висвячений 1909 року. Після прийняття сану був префектом, пізніше духівником Львівської семінарії, референтом Львівської консисторії. Упродовж 1916–1917 рр. служив військовим капеланом 30-го (львівського) піхотного полку на італійському фронті, був нагороджений «духовним хрестом заслуг з мечами» за виявлену хоробрість під час душпастирської праці серед боїв на фронтових лініях.
З 1918 р. — віце-ректор Перемишльської духовної семінарії та крилошанин кафедрального собору в місті Перемишль, згодом генеральний вікарій (1923), Апостольський протонотар (1923). За національну працю серед українців Галичини був арештований польськими владцями. У 1923 р., через переслідування з боку польської влади, виїхав до Риму, звідки відбув до США.
З 1924 р. Апостольський Екзарх для українців у США, титулярний єпископ Амізосу. В 1933 р. ініціював серед українців США масову допомогу жертвам голодомору 1932–1933 рр. в УРСР. У повоєнний період — асистент папського трону, римський граф (1950 р.), титулярний архієпископ Берое (1954 р.). Ініціатор видання журналу «Ковчег» (1946–1956 рр., м. Стемфорд). У 1958–1961 рр. — митрополит Філадельфійський Української греко-католицької церкви.
Підніс Американський екзархат з релігійної, освітньої, національної, організаційної та економічної сторони. Меценат українських установ та науки і преси.
Помер митрополит Костянтин Богачевський 6 січня 1961 р. у Філадельфії, де й був похований. Як писала «Свобода»: «Вістка про смерть Митрополита, яку передано в радіо та яку принесла вся американська преса, подаючи рівночасно інформації про стан і розвиток очолюваної ним Української католицької церкви в ЗДА, глибоко схвилювала всю українську спільноту в цій країні, як напевно і в інших країнах українського поселення».
Свого часу в листі до Андрея Шептицького звертався з проханням заборонити славлення Івана Франка.

## Нагороди
- Духовний хрест заслуг ІІ ступеня з мечами на біло-червоній стрічці (нім. Geistliches Verdienstkreuz 2. Klasse am weissroten Bande)[4]